# Jaime King
Jaime King, född 23 april 1979 i Omaha i Nebraska, är en amerikansk skådespelerska och fotomodell. Hon har bland annat medverkat i filmer som Pearl Harbor, Sin City och White Chicks och i TV-serien Kitchen Confidential. Mellan 2011 och 2015 spelade hon rollen som Lemon Breeland i Hart of Dixie.

## Filmografi (urval)
- 2001 – Pearl Harbor
- 2002 – Slackers
- 2003 – Bulletproof monk
- 2004 – White Chicks
- 2005 – Sin City
- 2005 – OC, avsnitt The Return of the Nana (gästroll i TV-serie)
- 2005 – Fullt hus igen
- 2006 – The Alibi
- 2005–2006 – Kitchen Confidential (TV-serie)
- 2009 – My Bloody Valentine 3D
- 2010 – My Generation (TV-serie)
- 2011–2014 – Hart of Dixie (TV-serie)
- 2014 – Sin City: A Dame to Kill For